# Ambia perornatalis
Ambia perornatalis là một loài bướm đêm trong họ Crambidae.